# Ли, Джейн и Кэтрин
Сёстры Джейн Ли (1912—1957) и Кэтрин Ли (1909—1968) (англ. Jane and Katherine Lee) — дети-актёры немых кинофильмов и водевилей. Также были известны под псевдонимами «Baby Grands», «Lee Kids» или «Fox Kiddies» за их участие в фильмах производства Fox Film.

## Биография
Сёстры Ли были детьми американского жонглёра Томми Банахана и Ирен Ли, ирландской танцовщицы и иногда актрисы. Кэтрин родилась в Берлине, в Германии 14 февраля 1909 года во время европейского турне Томми и Ирен, а 15 февраля 1912 года в Дублине, в Ирландии или в Глазго, в Шотландии родилась Джейн. В 1914 году Джейн и Кэтрин появились в фильме «Дочь Нептуна». В 1915 году Джейн вместе с Валеской Сюратт снялась в фильме Fox Studios «Душа Бродвея». Спустя год сёстры вместе появились в фильме «Дочь богов» (1916), где за драматическую игру Кэтрин получила похвалу как «вундеркинд» и «трехфутовая Фиске». В 1917 году Джейн и Кэтрин снялись в двух «детских фильмах» Fox: «Возмутители спокойствия» и «Два маленьких чертёнка». В 1919 году сёстры Ли попали в список десяти самых прибыльных звёзд.
Они продолжали сниматься в немых фильмах до 1919 года. В тот период они вместе они появились в фильмах «Сват шпион» (1918), «Расскажи это морпехам» (1918) и «Улыбки» (1919). На протяжении 1920-х — начала 1930-х годов Джейн и Кэтрин продолжали выступать в водевилях. Позже Джейн сыграла роли в неуказанных в титрах ролях в звуковых фильмах «Стучись в любую дверь» (1949), «Оптом дешевле» (1950) и «Явиться из-за горы» (1951).
5 апреля 1933 года Джейн вышла замуж за Джеймса Гранта. Она умерла в нью-йоркской больнице Святой Клары 7 марта 1957 года; её фамилия в браке на тот момент было Сент-Джон. Кэтрин вышла замуж за Рэя Миллера из Нью-Йорка и скончалась в 1968 году.

## Выборочная фильмография

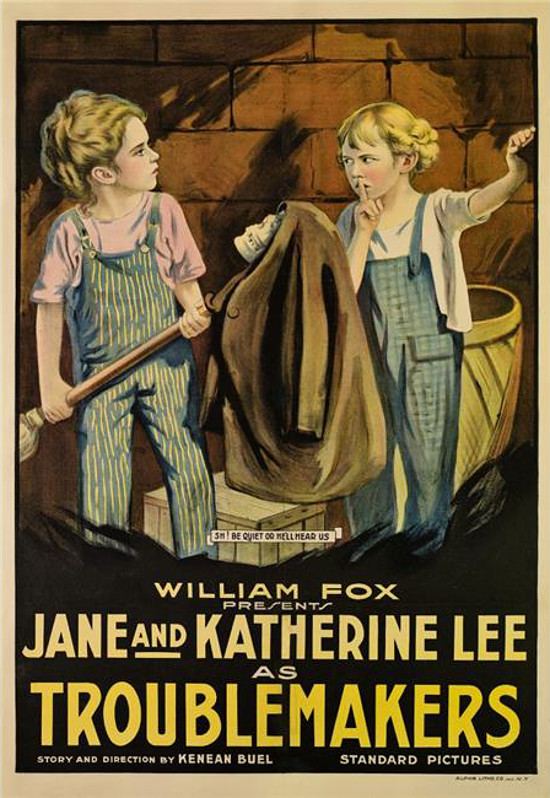
Джейн и Кэтрин в фильме «Создатели проблем» (1917)

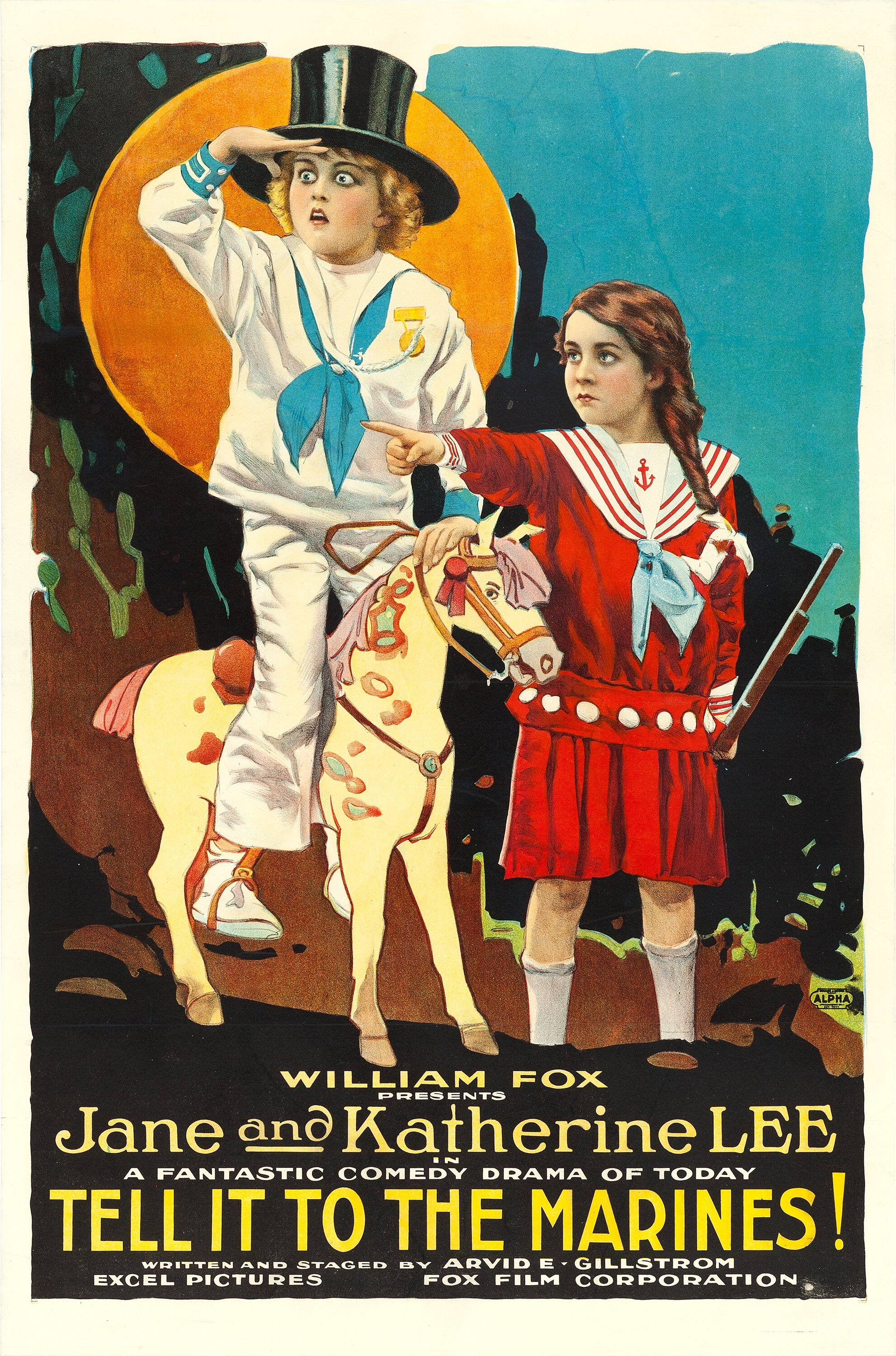
Джейн и Кэтрин в фильме «Расскажи это морским пехотинцам» (1918)

| Год  | Название                        | Участие        | Примечания          |
| ---- | ------------------------------- | -------------- | ------------------- |
| 1913 | Возвращение Тони                | Кэтрин         |                     |
| 1914 | Весы правосудия                 | Кэтрин         |                     |
| 1914 | Старая тряпичная кукла          | Джейн и Кэтрин |                     |
| 1914 | Когда зовёт сердце              | Джейн и Кэтрин | Короткометражка     |
| 1914 | Дочь Нептуна                    | Джейн и Кэтрин |                     |
| 1914 | Его предыдущее требование       | Джейн          | Короткометражка     |
| 1915 | Жизнь на равновесии             | Джейн и Кэтрин |                     |
| 1915 | Студия жизни                    | Джейн и Кэтрин |                     |
| 1915 | Дело Клемансо                   | Джейн          |                     |
| 1915 | Тони                            | Джейн          |                     |
| 1915 | Дочь дьявола                    | Джейн          |                     |
| 1915 | Создатель волшебных игрушек     | Джейн и Кэтрин |                     |
| 1915 | Серебряные нити среди золота    | Джейн и Кэтрин |                     |
| 1915 | Душа Бродвея                    | Джейн          |                     |
| 1915 | Галерный раб                    | Джейн          |                     |
| 1916 | Дочь богов                      | Джейн и Кэтрин |                     |
| 1916 | Сорвиголова Кейт                | Джейн и Кэтрин |                     |
| 1916 | Жертвоприношение жены           | Джейн          |                     |
| 1916 | Принцесса-оборванка             | Джейн и Кэтрин |                     |
| 1916 | Ромео и Джульетта               | Джейн и Кэтрин |                     |
| 1916 | Её двойная жизнь                | Джейн и Кэтрин |                     |
| 1916 | Любовь и ненависть              | Джейн и Кэтрин |                     |
| 1917 | Создатели проблем               | Джейн и Кэтрин |                     |
| 1917 | Девушка из маленького городка   | Джейн          |                     |
| 1917 | Пэтси                           | Джейн          |                     |
| 1917 | Дитя природы                    | Джейн и Кэтрин |                     |
| 1917 | Два маленьких чертёнка          | Джейн и Кэтрин |                     |
| 1917 | Сестра против сестры            | Джейн          |                     |
| 1918 | American Buds                   | Джейн и Кэтрин |                     |
| 1918 | Dixie Madcaps                   | Джейн и Кэтрин |                     |
| 1918 | Сват-шпион                      | Джейн и Кэтрин |                     |
| 1918 | Расскажи это морским пехотинцам | Джейн и Кэтрин |                     |
| 1919 | Улыбки                          | Джейн и Кэтрин |                     |
| 1919 | Люби нас, люби нашу собаку      | Джейн и Кэтрин |                     |
| 1922 | Пара тузов                      | Джейн и Кэтрин | Короткометражка     |
| 1924 | The Side Show of Life           | Кэтрин         |                     |
| 1949 | Стучись в любую дверь           | Джейн          | В титрах не указана |
| 1950 | Оптом дешевле                   | Джейн          | В тирах не указана  |
| 1951 | Явиться из-за горы              | Джейн          | В титрах не указана |